# Finale de la Coupe d'Europe des vainqueurs de coupe 1998-1999
La finale de la Coupe d'Europe des vainqueurs de coupe 1998-1999 est la 39e et dernière finale de la Coupe d'Europe des vainqueurs de coupe, organisée par l'UEFA. Ce match de football a lieu le 19 mai 1999  au Villa Park de Birmingham, en Angleterre.
Elle oppose l'équipe espagnole de Majorque aux Italiens de la Lazio Rome. Le match se termine par une victoire des Romains sur le score de 2 buts à 1, ce qui constitue leur unique sacre dans la compétition ainsi que leur premier titre européen.
Vainqueur de la finale, la Lazio Rome est à ce titre qualifiée pour la Supercoupe d'Europe 1999 contre Manchester United, vainqueur de la finale de la Ligue des champions.

## Parcours des finalistes
Note : dans les résultats ci-dessous, le score du finaliste est toujours donné en premier (D : domicile ; E : extérieur).
| RCD Majorque        | RCD Majorque | RCD Majorque | RCD Majorque |                     | Lazio Rome        | Lazio Rome | Lazio Rome | Lazio Rome |
| ------------------- | ------------ | ------------ | ------------ | ------------------- | ----------------- | ---------- | ---------- | ---------- |
| Adversaire          | Total        | Aller        | Retour       | Tour                | Adversaire        | Total      | Aller      | Retour     |
| Heart of Midlothian | 2 - 1        | 1 - 0 (E)    | 1 - 1 (D)    | Seizièmes de finale | Lausanne-Sport    | 3E - 3     | 1 - 1 (D)  | 2 - 2 (E)  |
| KRC Genk            | 1E - 1       | 1 - 1 (E)    | 0 - 0 (D)    | Huitièmes de finale | Partizan Belgrade | 3 - 2      | 0 - 0 (D)  | 3 - 2 (E)  |
| Varteks Varazdin    | 3 - 1        | 0 - 0 (E)    | 3 - 1 (D)    | Quarts de finale    | Paniónios GSS     | 7 - 0      | 4 - 0 (E)  | 3 - 0 (D)  |
| Chelsea FC          | 2 - 1        | 1 - 1 (E)    | 1 - 0 (D)    | Demi-finales        | Lokomotiv Moscou  | 1E - 1     | 1 - 1 (E)  | 0 - 0 (D)  |

## Finale
| 19 mai 1999 | RCD Majorque | 1 - 2   | Lazio Rome            | Villa Park, Birmingham                        |                                               |
| 20h15 CEST  | Dani 11e     | (1 – 1) | 7e Vieri · 81e Nedvěd | Spectateurs : 30 021 Arbitrage : Günter Benkö | Spectateurs : 30 021 Arbitrage : Günter Benkö |
| 20h15 CEST  | Rapport      |         |                       | Spectateurs : 30 021 Arbitrage : Günter Benkö | Spectateurs : 30 021 Arbitrage : Günter Benkö |

|  |  |

| GK            | 13 | Carlos Roa            |     |     |
| RB            | 14 | Javier Olaizola (en)  |     |     |
| CB            | 5  | Marcelino             |     |     |
| CB            | 4  | Gustavo Siviero (en)  | 54e |     |
| LB            | 3  | Miquel Soler          |     |     |
| DM            | 23 | Vicente Engonga       |     |     |
| RM            | 12 | Lauren                |     |     |
| LM            | 11 | Jovan Stanković       |     |     |
| AM            | 10 | Ariel Ibagaza         |     |     |
| CF            | 9  | Dani                  |     |     |
| CF            | 22 | Leonardo Biagini (en) |     | 73e |
| Remplaçants : |    |                       |     |     |
| GK            | 1  | César Gálvez (ca)     |     |     |
| DF            | 7  | Lluís Carreras        |     |     |
| DF            | 20 | Fernando Niño (en)    |     |     |
| MF            | 15 | Paco Soler            |     |     |
| FW            | 8  | Carlitos (en)         |     |     |
| FW            | 21 | Veljko Paunović       |     | 73e |
| FW            | 24 | Ariel López           |     |     |
| Entraîneur :  |    |                       |     |     |
| Héctor Cúper  |    |                       |     |     |

| GK                  | 1  | Luca Marchegiani  | 90+1e |       |
| RB                  | 15 | Giuseppe Pancaro  |       |       |
| CB                  | 13 | Alessandro Nesta  |       |       |
| CB                  | 11 | Siniša Mihajlović | 23e   |       |
| LB                  | 5  | Giuseppe Favalli  |       |       |
| RM                  | 20 | Dejan Stanković   |       | 56e   |
| CM                  | 10 | Roberto Mancini   |       | 90+1e |
| CM                  | 25 | Matías Almeyda    |       |       |
| LM                  | 18 | Pavel Nedvěd      |       | 84e   |
| CF                  | 9  | Marcelo Salas     |       |       |
| CF                  | 32 | Christian Vieri   | 39e   |       |
| Remplaçants :       |    |                   |       |       |
| GK                  | 22 | Marco Ballotta    |       |       |
| DF                  | 2  | Paolo Negro       |       |       |
| DF                  | 17 | Guerino Gottardi  |       |       |
| DF                  | 24 | Fernando Couto    |       | 90+1e |
| MF                  | 7  | Attilio Lombardo  |       | 84e   |
| MF                  | 14 | Sérgio Conceição  |       | 56e   |
| MF                  | 21 | Iván de la Peña   |       |       |
| Entraîneur :        |    |                   |       |       |
| Sven-Göran Eriksson |    |                   |       |       |